# Легеневе серце
Легене́ве се́рце – клінічний синдром ураження (гіпертрофія) правого шлуночка серця внаслідок первинного захворювання бронхолегеневого апарату або легеневої артерії, що супроводжується гіпертензією в системі малого кола кровообігу.
Захворювання може бути гострим або хронічним (підгострим).

## Етіологія
Причини синдрому —- хронічні захворювання бронхолегеневої системи, деформація грудної клітки або хребта, що викликає порушення вентиляційної функції легень, тромбоемболії та запальні процеси в системі легеневої артерії, первинна легенева гіпертонія.

## Гостре легеневе серце
Гостре легеневе серце є наслідком тромбоемболії стовбуру, відгалужень легеневої артерії, іноді із розвитком інфаркту легені, клапанного пневмотораксу, повторних тяжких нападів бронхіальної астми, гострої пневмонії. При повторних тромбоемболіях дрібних гілочок легеневої артерії (тромби, емболи, яйця паразитів та ін.), раковому лімфангоїті, гіповентиляції центрального та периферійного походження (міастенія, ботулізм) може розвиватися підгостре легеневе серце.
Розвитку тромбоемболії легеневої артерії сприяють легенева гіпертонія, застійні явища в малому колі кровообігу, підвищення згортаючої та пригнічення протизгортаючої системи крові, порушення мікроциркуляції в малому колі, атеросклероз та васкуліти легеневої артерії, гіподинамія, оперативні втручання на венах тазу та ніг.

### Патогенез
У патогенезі захворювання мають значення рефлекси з малого кола кровообігу, що ведуть до звуження легеневих капілярів та бронхолегеневих анастомозів, бронхоспазму, падінню тиску у великому колі кровообігу, порушенню співвідношення вентиляції та газообміну в легенях. Це призводить до підвищення тиску в малому колі та перевантаженню правих відділів серця.
Гостре підвищення тиску в легеневій артерії призводить до недостатності скорочувальної функції правого шлуночка, його розширенню, гострій судинній недостатності.

### Симптоми
Тромбоемболія легеневої артерії (ТЕЛА) розвивається на фоні інших захворювань серцево-судинної системи або після операції. У початковий період хвороби превалюють явища колапсу, що розвивається рефлекторно. Серцева недостатність проявляється стійкою тахікардією, збільшенням печінки, набуханням периферійних вен. Характерні симптоми — задишка та ціаноз. Іноді всі ці прояви виражені не різко, однак на ЕКГ спостерігаються ознаки перевантаження правого шлуночка та передсердя (поворот електричної осі вправо, від'ємні зубці Т в правих грудних відведеннях, збільшення зубців РІI-III).

### Лікування
При ТЕЛА лікування спрямоване по-перше на усунення тромба (тромбів) тобто застосування фібрінолитичної терапії  (стрептокіназа, урокіназа тощо), при масивних ТЕЛА (понад 50 % площі легеневих артерій) показано оперативне втручання — тромбектомія, одночасно, або, якщо неможливе застосування фібрінолітичної терапії, запроваджують лікування прямими антикоагулянтами: гепарин, тропарин, ревіпарин, клексан, фраксипарин до 2-тижнів, з переходом на непрямі антикоагулянти: варфарин, синкумар, фенілін, неодикумарин. Для усунення колапсу та гострої серцевої недостатності зараз не використовують серцеві глікозиди, крім випадків миготливої аритмії. Призначають реосорбілакт, розчин Рінгера, кортикостероіди в/в, блокатори кальцієвих каналів (Дилтіазем).

## Хронічне легеневе серце
Хронічне легеневе серце (ХЛС) —— захворювання, що виникає внаслідок тривалого хронічного ураження легень з підвищенням тиску в легеневій артерії, перевантаженням правого шлуночка та розвитком його недостатності із застоєм крові у великому колі кровообігу. Ця патологія найчастіше супутня емфіземі легень, пневмосклерозу, пневмоконіозу та ін. При цьому тиск в легеневій артерії досягає 13,3/9,33 кПа (100/70 мм рт.ст.) замість 3,33/2,0 кПа (25/15 мм рт.ст.) в нормі.

### Етіологія
ХЛС розвивається протягом багатьох років в хворих, що страждають на хронічний бронхіт, бронхоектатичну хворобу, емфізему, туберкульоз легень, бронхіальну астму, пухлини та кістозні переродження легень, ураження легень, кіфосколіоз, плевральний фіброз та інші захворювання, що порушують екскурсію грудної клітини. Сприяють розвитку ХЛС також захворювання, що уражають судинну систему легень: артеріїти, первинна легенева гіпертонія та тромбоемболічні процеси у системі малого кола кровообігу.

### Патогенез
В основі ХЛС лежить розвиток гіпертонії малого кола кровообігу внаслідок обструктивних та реструктивних процесів в легенях, що призводять до альвеолярної гіпоксії та гіперкапнії. Альвеолярна гіпоксія викликає підвищення тонусу легеневих судин (рефлекс Ейлера — Лільєстранда) та збільшення тиску в малому колі кровообігу з розвитком гіпертрофії правих відділів серця, а також сприяє розвитку вторинного еритроцитозу, підвищенню в'язкості крові, уповільненню кровотоку та збільшенню об'єму циркулювання крові. Це веде до зменшення хвилинного об'єму крові та разом із дистрофічними процесами в правому шлуночку зумовлює розвиток правошлуночкової недостатності. З прогресуванням захворювання настають зсуви кислотно-лугової рівноваги з виникненням компенсованого дихального ацидозу.

### Клінічні ознаки
Як правило, у клінічній картині переважають симптоми основного легеневого захворювання та пов'язаної із ним дихальної недостатності (задишка, ціаноз, кашель, ознаки емфіземи легень). Для розпізнання легеневої гіпертонії мають значення поява акценту ІІ тону на легеневій артерії, рентгенологічні ознаки розширення основних її стовбурів, електрокардіографічні ознаки перевантаження правого передсердя та шлуночка (поява високих гострих зубців РІI-III). При огляді в хворого можна пальпаторно визначити пульсацію гіпертрофованого правого шлуночка у підвилочковій ділянці.
Для діагнозу ХЛС важливо виявити ознаки серцевої недостатності по великому колу кровообігу у вигляді збільшення печінки, набряків, набухання шийних вен та ін. Ознаки застійних явищ у великому колі можуть бути виражені нерізко та з'являтися лише періодично, наприклад в період загострення хронічного бронхіту.

### Лікування
Лікування складається в терапії дихальної недостатності, в зниженні легеневої гіпертонії (еуфілін), призначенні засобів, що зменшують хронічну серцеву недостатність.

### Профілактика
Профілактика ХЛС полягає у своєчасному активному лікуванні основного захворювання, застосуванні бронхолітичних засобів, дихальної гімнастики, що сприяє нормалізації газів крові.